# Elieser ben Samuel
Elieser ben Samuel (* um 1115 in Metz; † um 1198 in Mainz) war ein Rabbiner.

## Leben
Elieser, was so viel wie „Mein Gott (ist) Hilfe“ bedeutet, wurde um 1115 in Metz geboren. Er war ein Schüler des Jakob ben Meir, von dem er zum anerkannten Tosafisten ausgebildet wurde. Zeit seines Lebens blieb Elieser ben Samuel mit diesem in Kontakt.
Nach dem Abschluss seiner Studien in Metz zog es ihn an den rabbinischen Gerichtshof zu Mainz.
In Mainz fungierte Elieser als Lehrer für einige wichtige Rabbiner dieser Zeit, wie z. B. Baruch ben Samuel von Mainz, Elieser ben Joel ha-Levi aus Bonn, Simcha ben Samuel aus Speyer, Eleasar ben Jehuda ben Kalonymos aus Worms und Samuel ben Baruch aus Bamberg.
Neben verschiedenen Glossen und einer Tossafot-Sammlung ist Elieser vor allem für sein Hauptwerk „Sefer Jereim“ (Buch der Gottesfürchtigen) bekannt. In diesem Werk, das wohl zwischen 1170 und 1179 entstand, beschäftigt sich Elieser ben Samuel mit den Geboten und Verboten der Tora, deren Beachtung nach seiner Lehre zur Gottesfurcht führt. 
Innerhalb der Mainzer Judengemeinde hatte Elieser das Amt des Almoseniers inne. Dass dieses Amt nur an bewährte Rabbiner vergeben wurde, zeigt das hohe Ansehen Eliesers in der jüdischen Gemeinde. Neben dem Amt des Almoseniers verdiente er seinen Lebensunterhalt mit dem Geldverleih.
Das Hauptwerk Eliesers, „Sefer Jereim“, fand in der Gelehrtenwelt hohe Beachtung und wurde, teils überarbeitet, wiederveröffentlicht, so z. B. 1892 von Abraham Abba ben Elijahu Schiff unter dem Titel „Sefer Jereim ha-Schalem“ (Vollständiges Buch der Gottesfürchtigen).
Von den Glossen und Responsen Eliesers haben sich nur wenige erhalten.